# تونی تان
تونی تان (انگلیسی: Tony Tan) (زاده ۵ ژانویه ۱۹۵۳) کارآفرین، سرمایه‌دار و مدیر ارشد اجرایی فیلیپینی است، که در سال ۱۹۷۸ با مشارکت پدر و برادرش، شرکت جالیبی را تأسیس نمود. وی هم‌اکنون به‌عنوان مدیر عامل اجرایی و رئیس هیئت مدیره شرکت جالیبی فعالیت می‌نماید.